# Gymnadenia stiriaca
Gymnadenia stiriaca là một loài thực vật có hoa trong họ Lan. Loài này được (Rech.) Teppner & E.Klein mô tả khoa học đầu tiên năm 1998.

## Hình ảnh

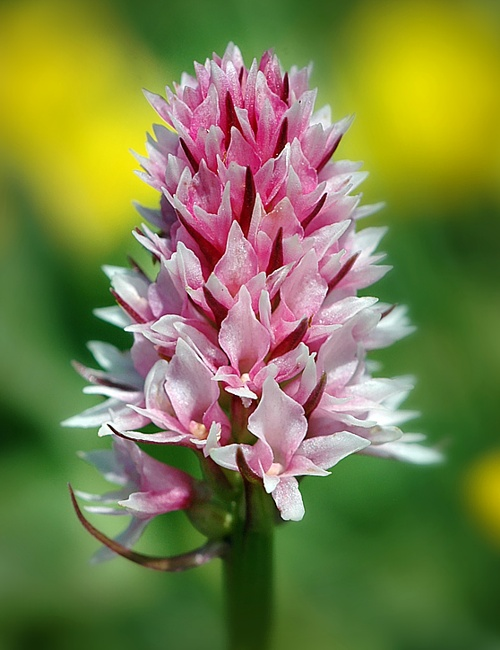
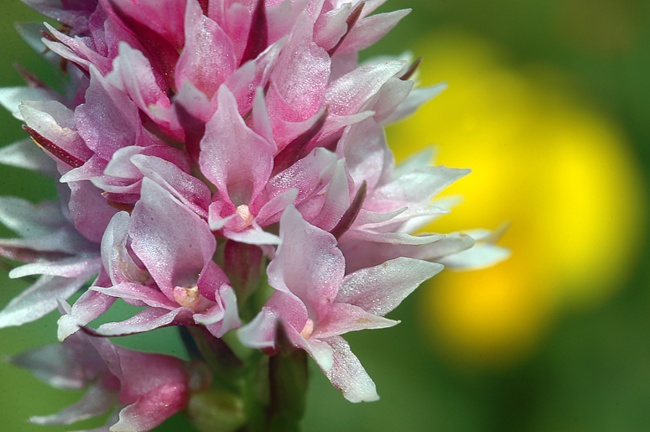